# Satanella-Polka
Die Satanella-Polka ist eine Polka von Johann Strauss (Sohn) (op. 124). Das Werk wurde am 26. Januar 1853 im Sofienbad-Saal in Wien erstmals aufgeführt.

## Einzelnachweis
1. ↑  Quelle: Englische Version des Booklets (Seite 16) in der 52 CDs umfassenden Gesamtausgabe der Orchesterwerke von Johann Strauß (Sohn), Hrsg. Naxos (Label). Das Werk ist als dritter Titel auf der 2. CD zu hören.